# Benjamin Waugh
Benjamin Waugh, född den 20 februari 1839 i Settle, Yorkshire, död den 11 mars 1908 i Southend-on-Sea, Essex, var en engelsk socialpolitiker.
Waugh var först köpman och blev 1865 kongregationalistisk predikant. Han övertog 1867 en pastorsbefattning i Greenwich och ägnade sig där i förbindelse med skriftställaren John Macgregor åt förbättringsarbete bland unga brottslingar. Som medlem 1870-76 av Londons skolråd verkade han för ingripande mot föräldrar, vilka misshandlade eller ej alls vårdade sig om sina barn. Detta arbete fortsatte Waugh sedan som sekreterare (från 1884) och därefter direktör (1889-1905) i National Society for the Prevention of Cruelty to Children(en), och han genomdrev även lagstiftning i ämnet (1885 och 1889). Waugh utgav 1874-96 
tidskriften "Sunday magazine" och skrev bland annat en bok mot fängelsestraff för minderåriga, The Gaol cradle (1873).